# Ball Corporation
Ball Corporation é uma empresa global de fabricação de alumínio com sede em Westminster, Colorado. É conhecida pela sua produção em larga escala de frascos, tampas e produtos relacionados a recipientes caseiros. Desde sua fundação em Buffalo, Nova Iorque, em 1880, quando era conhecido como Wood Jacket Can Company, a empresa Ball, expandiu-se e diversificou-se em outros empreendimentos comerciais, incluindo tecnologia aeroespacial. Acabou se tornando o maior fabricante mundial de embalagens de alumínio recicláveis para uma variedade de aplicações em bebidas, cuidados domésticos e pessoais.
Os Ball Brothers renomearam seu negócio para Ball Brothers Glass Manufacturing Company, constituída em 1886. Sua sede, bem como suas operações de fabricação de vidro e metal, foram transferidas para Muncie, Indiana, em 1889. O empreendimento recebeu o nome de como Ball Brothers Company em 1922 e Ball Corporation em 1969. Tornou-se uma sociedade anônima de capital aberto na Bolsa de Valores de Nova York sob o código BLL em 1973. Em Em 10 de maio de 2022, a empresa alterou seu símbolo para BALL.
Ball não produz mais potes de vidro e deixou completamente o negócio de conservas caseiras em 1996, ao desmembrar uma antiga subsidiária (Alltrista) em uma empresa independente, que se renomeou como Jarden Corporation. Em 2016, a Jarden Corporation se fundiu com a IRWIN Tools para se tornar a Newell Brands, proprietária da marca Ball para frascos de pedreiro e suprimentos para conservas domésticas.

## História e operações
Em 2002, a E.ON vendeu as suas ações através da sua subsidiária Schmalbach Lubeca à empresa por € 1,2 mil milhões.
Em fevereiro de 2015, a Ball adquiriu a empresa britânica de embalagens Rexam por US$ 6,9 mil milhões de dólares.
Em abril de 2016, a Ardagh adquiriu cerca de vinte fábricas à Ball Corporation e à Rexam por US$ 3,4 mil milhões, na sequência da aquisição da Rexam pela Ball Corporation, o que exigiu a venda de determinados activos para satisfazer as autoridades da concorrência.
Em março de 2020, A Ball adquiriu a Tubex Indústria e Comércio de Embalagens Ltda no Brasil, por US$ 80 milhões.
Em agosto de 2023, a BAE Systems anunciou a aquisição da Ball Aerospace por US$ 5,6 bilhões, que pertencia à Ball Corporation.

## Acordo de sustentabilidade
A Ball Corporation inovou seu histórico ambiental desde 2006, quando a empresa iniciou seus primeiros esforços de sustentabilidade. Em 2008, a Ball Corporation publicou o seu primeiro relatório de sustentabilidade e começou a publicá-los no seu website sucessivamente, incluindo o mais recente Relatório Anual de Sustentabilidade. O primeiro relatório foi co-vencedor do prêmio ACCA-Ceres North American Sustainability Awards em 2009.